# Орден Троянди (Бразилія)
Орден Троянди — вищий лицарський орден Бразильської імперії.

## Історія
Орден був заснований імператором Бразилії Педру I 17 жовтня 1829 року в ознаменування його одруження на принцесі Амелії Лейхтенберзькій.
Скасований республіканським урядом 24 лютого 1891.

## Класи

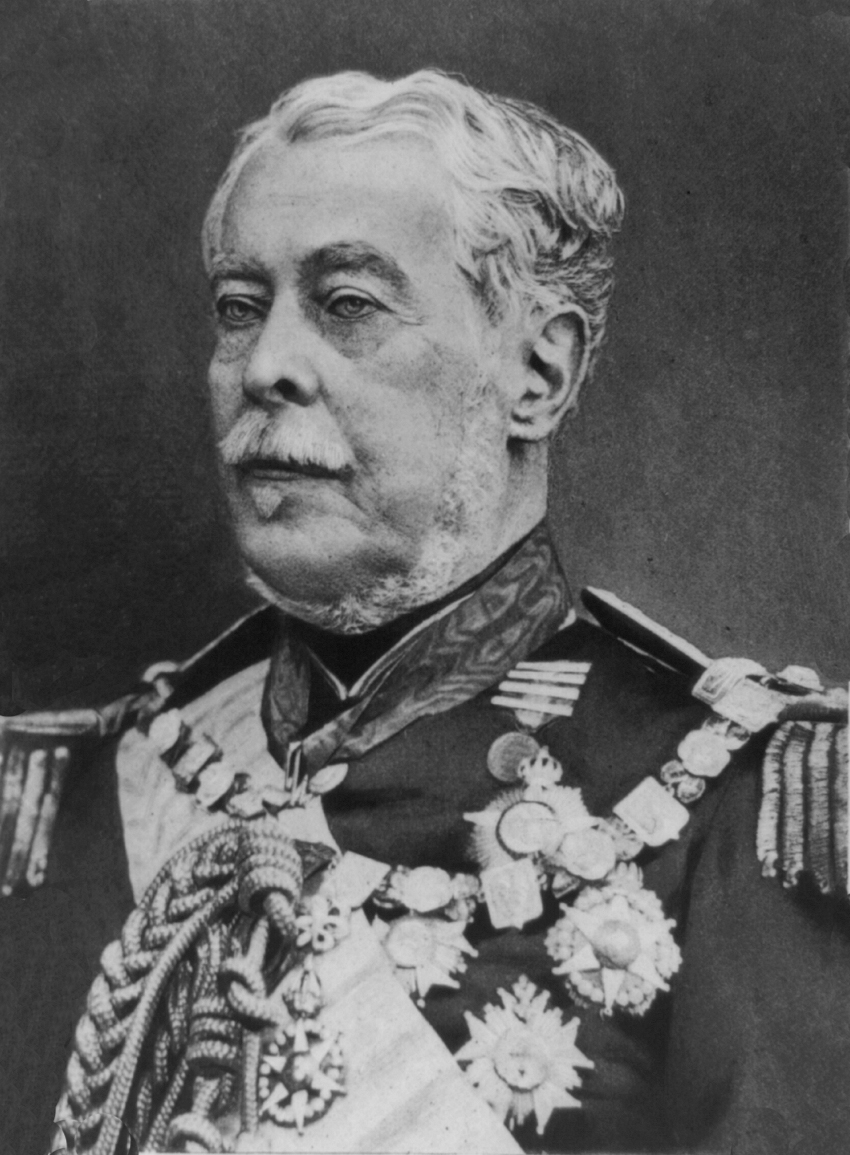
Маршал Луїс Алвіс ді Ліма і Сілва з інсиґніями ордена Троянди на орденському ланцюжку

Орден мав шість класів:
- Великий хрест (порт. Grã-cruz) — знак ордена на орденському ланцюжку і зірка на лівій стороні грудей.
- Гранд-сановник (порт. Grande Dignitário) — знак ордена на широкій черезплечній стрічці і зірка на лівій стороні грудей.
- Сановник (порт. Dignitário) — знак ордена на шийній стрічці і мала зірка (без імператорської корони) на лівій стороні грудей.
- Командор (порт. Comendador) — знак ордена на шийній стрічці.
- Офіцер (порт. Oficial) — знак ордена на нагрудній стрічці.
- Кавалер (порт. Cavaleiro) — знак ордена на нагрудній стрічці.

## Опис
Орденський ланцюжок являє собою ланки у вигляді золотого французького геральдичного щита з об'єднаною монограмою «Р» і «А» (Педру і Амелія), що чередуються, і покриті рожевою і зеленої емаллю бутони троянд на листках. До центральної ланки кріпився знак ордена.
Знак ордена являє собою шестикутну зірку з кульками на кінцях, промені якої покриті білою емаллю. Між променів розміщена півколом гірлянда з трьох троянд рожевої емалі на зелених емалевих листочках. У центрі золотий круглий медальйон з широкою облямівкою синьої емалі. У центрі медальйона об'єднана монограма «Р» і «А» (Педру і Амелія). На каймі напис: «Amor e fidelidade». Верхній промінь зірки коронований імператорською короною Бразилії.
Зірка ордена являє собою збільшений в розмірах знак ордена, накладений на сяючі штралі, видимі між променів знака.